# Sourigues (Buenos Aires)
Carlos Tomás Sourigues es una localidad del partido de Berazategui, en la provincia de Buenos Aires, Argentina. Forma parte del aglomerado urbano del Gran Buenos Aires.

## Geografía

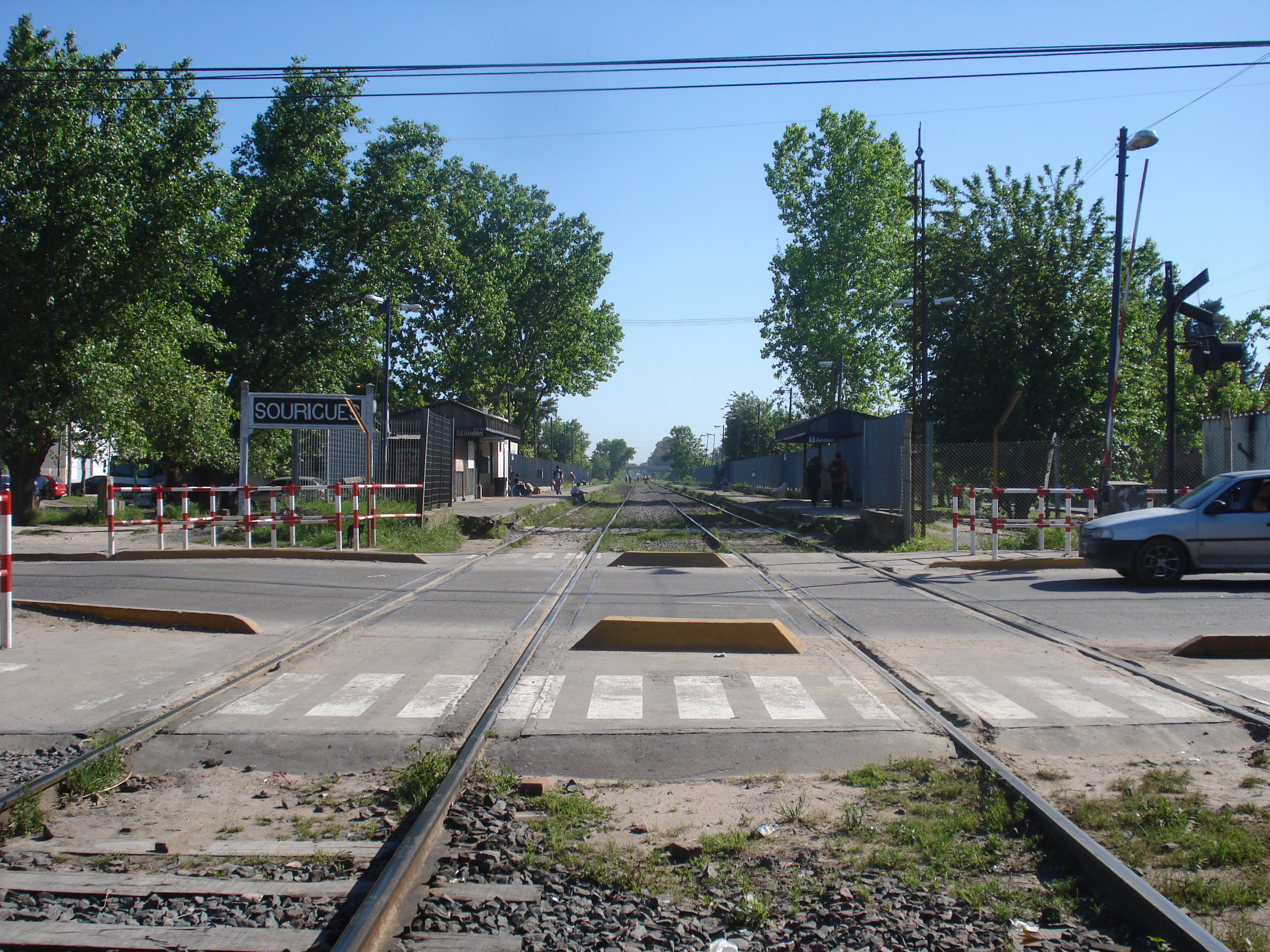
Estación Sourigues, vista desde Camino General Belgrano

### Ubicación
La pequeña estación de Sourigues se encuentra en el límite del partido de Berazategui con Florencio Varela, a metros del Camino General Belgrano, antiguo Camino "Empedrado" de Buenos Aires - La Plata, conocido también por "El Carretero".
Cuando se instaló la primitiva Parada km 29,612, pertenecía al Cuartel V, partido de Quilmes, y desde el 4 de noviembre de 1960, forma parte de Berazategui.

## Historia
Historia de la denominada Vía Circuito entre las estaciones de FF.CC. de Bosques y de Berazategui. Este ramal unió las estaciones de Berazategui con la de Varela, para continuar hasta Plaza Constitución o empalmar hasta JM Gutiérrez.
- 6 de agosto de 1910, Resolución designando "Los Bosques" y "Ranelagh", a las estaciones de los km 33,52962 de Empalme con la línea principal y el km 2,44360 del ramal Varela a Ezpeleta, que es el nombre original del ramal.

### Distancias de Plaza Constitución a las estaciones
Ramal La Plata
- Berazategui, km 24
- Plátanos, km 28
- Hudson, km 30
- Pereyra, km 37

Vía Circuito
- Villa España, km 26
- Ranelagh, km 28
- Sourigues, km 29,612

- 5 de diciembre de 1910, este ramal construido por la empresa Ferrocarril del Sud, con una Resolución, se autorizó a librar el servicio público provisional de la línea entre Berazategui (Buenos Aires) y Florencio Varela (Buenos Aires).
- 8 de febrero de 1911, se aprobó por decreto la apertura de este ramal.

## Toponimia
La parada se denominó en un principio "km 29,612", por ser esta la distancia de Cap.Fed., y era lo común llamar a los apeaderos, paradas o estaciones por su kilometraje.
- 15 de abril de 1939, habilitada. Tal vez por la presión de los pobladores, que no tenían ninguna vía de comunicación y los centros más poblados eran: Florencio Varela, Berazategui y Quilmes
- 1 de marzo de 1948, el gobierno del Gral. Juan Perón estatiza los FF.CC del país. La línea del Ferrocarril del Sud, pasó a denominarse Ferrocarril Nacional Gral. Roca FNGR.
- 28 de octubre de 1949, se le impone el nombre de Carlos Tomás Sourigues, agrimensor francés de la época del Gral. Justo José de Urquiza. Con anterioridad pero por poco tiempo se denominó Juan Díaz de Solís, según la propaganda de un loteo de la firma Vinelli en 1952, sobre los terrenos de Plátanos, donde se observa Ranelagh y la actual Sourigues. El nombre de Solís no prosperó y se denominó a la primitiva parada con el nombre de un francés que dio mucho de su vida por la Argentina y murió en una de nuestras guerras civiles.
- 1984, no se realizó ninguna inversión de mantenimiento en los ferrocarriles estatales y se suspendió el Vía Circuito, dejando a muchísima gente sin una alternativa rápida para llegar a la Capital Provincial o a la Capital Federal.
- 1 de enero de 1995, se concesiona el ramal General Roca a la firma Transportes Metropolitanos Roca (TMR)
- 6 de mayo de 1995, se habilita parte del ramal Vía Circuito, hasta Ranelagh. Ese día estuvieron el Gerente de Transportes Metropolitanos Roca (TMR), Sr. Jantus de Estrada y autoridades municipales. Luego se completó el recorrido hasta Sourigues y Bosques, hasta Constitución. La estación fue remodelada.

## Carlos Tomás Sourigues
El francés Carlos T. Sourigues llegó a Buenos Aires entre 1835 y 1840, emigró de su Francia natal tras el golpe de Estado de Napoleón III Bonaparte, que reimplantaba el Imperio). De profundas ideas republicanas, el joven Sourigues hijo del liberal y revolucionario de la Bastilla Jean Sourigues, fue formado en la ciudad de Angers, capital del departamento de Maine y Loira, en el Liceo y Escuela Normal de Maestros, en la Universidad de Medicina y en la Escuela de arte y Oficios, donde se ubicó entre los sobresalientes. Durante su próspera vida en el territorio nacional, se destacó como Maestro, Ingeniero, Militar, Cirujano, Explorador, Urbanista, Topógrafo, Agrimensor y Paleontólogo. Tras su llegada a Buenos Aires, obtuvo de Juan Manuel de Rosas (quien había asumido el gobierno porteño con la suma del poder público) la licencia de maestro, ejerciendo la docencia en el Colegio Republicano Federal entre 1843 y 1845, al cerrar en 1846, pasó al Instituto del Padre Majesté, donde enseñaba historia. El también francés profesor Alberto Larroque le ofreció las cátedras de Matemática y Francés de la Escuela del Plata, donde contó entre sus alumnos a Lucio V. Mansilla. Entre sus discípulos cabe citar al nombrado Lucio V. Mansilla y a Miguel Navarro Viola, Juan María Gutiérrez y Onésimo Leguizamón.
Dadas ciertas diferencias surgidas con el Dr. Larroque, años después les impediría trabajar juntos en el Colegio Nacional de Concepción del Uruguay lecho de muerte del Cnel. Carlos T. Sourigues Rosas le encomendó tareas de urbanización en la Ciudad de Buenos Aires, como así también algunas misiones reservadas.
Todavía en Buenos Aires, estudia una colección de fósiles del sabio Argentino Francisco Javier Muñiz, prestándole su colaboración.
Ya en la Provincia de Entre Ríos, a las órdenes del recién reelegido Gobernador Gral. Justo José de Urquiza,  se radicó en Gualeguay en el año 1850, donde ejerció como docente y agrimensor,  allí crea la Escuela de Artillería e Infantería, que sería reubicada en su lecho de muerte, el Colegio Nacional de Concepción del Uruguay.
Aquí también tuvo un saladero, además de participar de numerosas instituciones civiles cuando es convocado junto al Pbro. Mariano Terroba al Dr. Juan B. Arengo por la clausura del Colegio del Paraná, y les ordenó continuar la instrucción de los jóvenes, hasta que se culminaran las obras del Colegio del Uruguay aquí Sourigues, los instruía en las Ciencias Matemáticas y Militares.
Su foja de servicio militar lo da como vencedor en las Batallas de Caseros el 3 de febrero de 1852, con la derrota sufrida el régimen Rosista, este se exilia y se firma el Protocolo de Palermo.
Siendo 1854 casó con Doña Fructuosa Tapia, en Gualeguay,  descendiente de una antigua familia Entrerriana, en su ausencia el coronel Sourigues, fue representante por el mismo cuñado del general Urquiza: el coronel Santiago Santa Cruz.
Durante 1857, el 2 de julio, D. Carlos Sourigues, a las órdenes del visionario general Urquiza, quien por entonces era presidente de la Confederación Argentina, traza la Colonia San José, siendo su primer administrador a fin de albergar un contingente de inmigrantes europeos de Saboya (Francia), Cantón de Valéis (Suiza), Piamonte (Italia), totalizando 102 familias y 53 solteros entre Suizos y Saboyanos y piamonteses (Italia con lo que la inmigración calificada toma un papel fundamental para el crecimiento social, institucional y económico de la provincia, hacia fines de julio el intelectual Dr. Alejo Peyret, asume la administración de la Colonia.
La Colonia San José ha entrado en la Historia de la República por distintas razones, la fecha de su fundación 2 de julio de 1857 se ha establecido como el Día Nacional de la Avicultura, su Polígono de Tiro es el primero de Latinoamérica, Registro Civil, Cementerio, voto universal obligatorio y secreto, casamientos ecuménicos, entre tantos de logros de La Colonia.
Dos meses después, ya en agosto, Sourigues vía epistolar comunica al general Urquiza que los inmigrantes ya están dispuestos en sus concesiones de 26 o 28 ha.
Sourigues combate de nuevo a las órdenes del Presidente de la Confederación Argentina en la Batalla de Cepeda el 23 de octubre de 1859. Durante 1860 se desempeñó como Presidente de la Comisión Inspectora de Escuelas en Gualeguay.
Durante el Combate de Pavón el 17 de septiembre de 1861, actúa como cirujano del Ejército Nacional. En 1862 crea el Departamento Topográfico Provincial, que dirige durante varios años, quedando su primer reglamento, como fiel testimonio de su aporte a la construcción nacional.
Entre 1861 y 1863 dado el notable crecimiento de la Colonia San José y la necesidad de contar con una forma de comerciar las cosechas, el general Urquiza encomienda a Sourigues la creación de la ciudad portuaria de Colon, que le demandaría dos años, contando con solo un ayudante y 150 mojones de ñandubay: trazada la ciudad y sus plazas, la fundación se dio el 12 de abril de 1863.
En julio de 1863 se afilia a la Logia Jorge Washington 44 de Concepción del Uruguay y al reorganizarse la logia Abraham Lincoln 26 de Gualeguay es electo V Maestre, hasta su heroica muerte.
Durante la primera guerra Jordanista, cuando era un eminente catedrático del Colegio del Uruguay, se desempeñó como Jefe Político y de Policía de la Capital Provincial  -Concepción del Uruguay-.
Transcurría el trágico 1870, cuando el rebelde López Jordán, envía una partida al mando del caudillo cordobés Simón Luengo a capturar al general Justo José de Urquiza. La noche del 11 de abril, irrumpieron la tranquilidad del Palacio San José a la voz de «¡Muera el tirano y traidor Urquiza! ¡Viva López Jordán!», Urquiza intenta escapar disparando su pistola pero el pelotón de 50 hombres acomete contra él, una bala le atraviesa la mejilla y su ex mayordomo Nicomedes Coronel, lo apuñala en su torso en reiteradas oportunidades, cobrándose así la vida del Primer Presidente Constitucional Argentino.
El presidente Domingo F. Sarmiento interviene la Provincia, las Fuerzas Nacionales combaten a López Jordán, quien se autodenominó Gobernador, procurando obtener el control de la Capital Provincial y eludiendo a las Fuerzas Nacionales, el 12 de julio, íntima la rendición de Concepción del Uruguay, que se mantenía a las Órdenes del Presidente de la República y que al mando del Cnel. Carlos T. Sourigues, Jefe Político y de Policía, resultando el militar de Mayor Grado, rechaza el ultimátum del insurrecto López Jordán.
La Capital carecía de una importante guarnición militar y no contaba con patrullaje naval, solo servían unas pocas milicias armadas y dos viejos cañones, a las órdenes del coronel Claro Ortiz y del Jefe Político y de Policía D. Carlos T Sourigues.
Se inician unos breves combates en las afueras de la ciudad, la pequeña guarnición de 300 hombres, se refugia en el Colegio. La montonera de mil hombres se traba en combate por poco menos de dos horas, cayendo prisionero el coronel Claro Ortiz. Las acciones, habían llegado a la Plaza y durante las acciones de combate cae muerto en su puesto de mando el coronel Carlos T. Sourigues cuando una bala le atraviesa el pecho
De sus anotaciones, su biógrafo Aldo A. Cocca rescata un pensamiento de singular significado: “Solo las generaciones que recojan mis enseñanzas podrán decir, si al servicio de la educación común, explorando sus campos y ríos, trazando ciudades y empuñando la lanza en las batallas fui menos argentino que los nacidos en esta tierra”.

## Límites y vías de comunicación
La localidad de Sourigues tiene forma triangular, siendo sus límites: Av. Eva Perón (Ex Sevilla); Camino del Touring Club; Av. Valentín Vergara.
El cruce del Cno. Gral. Belgrano y la Av. Ant. Argentina es conocido como "Villa Giambruno", en honor a su rematador Don Juan Giambruno en 1929 o Cruce de Ranelagh.

## 21 de diciembre, Día de Sourigues
En agosto de 1996, el Concejo Deliberante de Berazategui aprobó la ordenanza 2907, que fija el 21 de diciembre como día de la localidad, por ser esta fecha el natalicio de Carlos T. Sourigues. Se desconocía en ese momento la fecha de inauguración por parte del Ferrocarril del Sud.

## Educación
- EGB 3 José Manuel Estrada. Calle 226 e/259 y Av. Valentín Vergara. Un comerciante del lugar, Bernardo Larrouyet, dueño de una panadería, con el apoyo de los vecinos, emprendió la idea de su creación. Tenían el terreno donado por Adán Traverso. Su primer Maestro fue el español Leonardo Presa, en 1876. El 1 de julio de 1885 oficializa la escuela, siendo su primera maestra la Sra. Florinda F. de Catalá. El número original de esta escuela era el 8 de Quilmes, luego de la Autonomía de Berazategui pasó a N.º 3.
- EGB 10 Dr. Ricardo Gutiérrez. Camino Gral. Belgrano N°4458 y 213. La fecha de fundación fue el 12 de mayo de 1934. Su primer Director y maestro fue Jacobo Honik. En 1950, se traslada a su ubicación actual. En 1959 se amplían sus instalaciones. En 1996, tenía una matrícula de 819 alumnos. Su número original fue el N.º 41 de Quilmes. La instalación de la EGB 10 se está ampliando y reconstruyendo algunas partes, ya que este edificio tiene varios años.
- EGB 34 Leopoldo Lugones. Calle 253 e/203 y 204. Fue creada por decreto hacia fines de 1981 e inaugurada en marzo de 1982. Su primer director fue Obdulio Adolfo Majluf.

La escuela gana por dos años consecutivos, el concurso "Proyectos escolares para la promoción del medio ambiente", auspiciado por la firma Du Pont.
- Jardín de infantes N.º 928, Calle 259 e/226 y Av.Vergara.
- Jardín de infantes N.º 917, Calle 215 esq. 255

## Medios de comunicación
- Quincenario La Misión (con asiento en Ranelagh, con distribución en Sourigues. Fue fundado en 1994 por Julio Ortega, a cuya muerte, la Dirección pasó a uno de sus hijos, Jesús Ortega).
- FM Ciudad 90.7 MHz Archivado el 3 de enero de 2014 en Wayback Machine.. Desde sus inicios, estuvo en Berazategui Oeste, cercana al Cruce Varela, pero luego del temporal del 2 de diciembre de 2013 que derrumbó su antena, mudó sus estudios y planta transmisora a la Avenida Eva Perón, casi frente a la VTV, en Sourigues.

## Actividad económica y comercial
Parada km 29,612 (Sourigues) en 1948, de la guía del Ferrocarril del Sud.
- 1948 Parada km 29,612 Prov. de Bs. Aires -Part. de Quilmes -Cuartel. V. SERVICIOS PÚBLICOS. Alumbrado: Eléctrico. F. C. Sud: A cargo jefe estac. Bosques.

Teléfono: E. M. T. A.
- INSTRUCCIÓN
  - Escuela: Provincial N.º. 8. directora Ángela A. G. de Epifanio, 3.er. grado: N.º. 41. directora Celia Fernández de Viotti, 4° grado.
- INSTITUCIONES
  - Sociedades: Asociación de Fomento y Sala de Primeros Auxilios; (deportivas) Club Vecinal "La Unión" y Club "Los Quilmes".

- VARIOS. Habilitada para subir y bajar pasajeros solamente: 500 habitantes. Zona apta para quintas y tambos.